# Station Gent-Rabot
Het station Gent-Rabot is een voormalig station in de stad Gent op spoorlijn 58A, een aftakking van spoorlijn 58 (de lijn Gent-Eeklo).
Het was voornamelijk een goederenstation. Wegens de teloorgang van de textielindustrie in de Rabotwijk sloot men het station. In de jaren '70 werd het afgebroken. Op de plaats van het vroegere station bevinden zich nu het nieuwe gerechtsgebouw van Gent en het omliggende park.

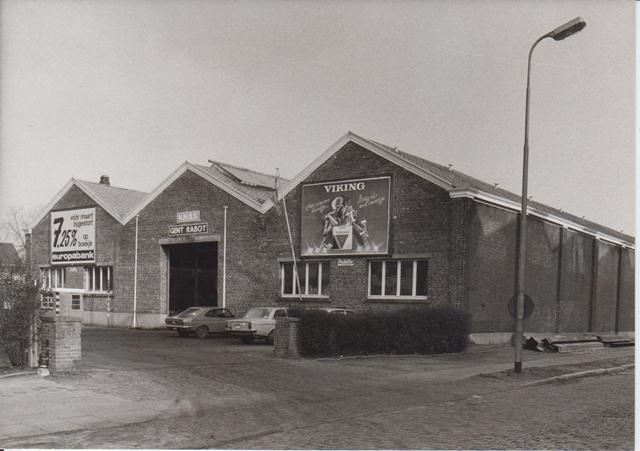
Goederenloods van de NMBS aan de Opgeëistenlaan, thans gesloopt

Destelbergen · Drongen · Drongensesteenweg · Gentbrugge · Gent-Dampoort · Gent-Heirnis · Gent-Muide · Gent-Noord · Gent-Oost · Gent-Rabot · Gent-Rodenhuize · Gent-Sint-Pieters · Gent-Waas · Gent-Zeehaven · Gent-Zuid · Halewijn · Ledeberg · Merelbeke · Oostakker · Sint-Amandsberg-Westveld · Sint-Denijs-Westrem · Wondelgem